# Recoletos (stacja kolejowa)
Recoletos (hiszp: Estación de Recoletos) – stacja kolejowa w Madrycie, we wspólnocie autonomicznej Madryt, w Hiszpanii. Obsługiwana jest przez pociągi linii C-2, C-7, C-8 i C-10 Cercanías Madrid. Jest centralnie położona w Paseo de Recoletos, pomiędzy Plaza de Colón i Plaza de Cibeles, obok Biblioteki Narodowej. Jest to jedna z niewielu stacji podmiejskich w stolicy Madrytu, w której nie ma metra. 
Stacja znajduje się według Regionalnego Konsorcjum Transport, w strefi biletowej 0.